# Földköpeny

A Föld belső szerkezete

A Föld belső szerkezetének feltérképezése a földrengéshullámok segítségével

A földköpeny a Föld egy közel 2900 km vastag szilárd halmazállapotú burka, mely a bolygó vasban gazdag magját burkolja be.
A földköpeny határfelületeit (akárcsak a többi földburok esetében) a Föld belsejében terjedő földrengések okozta hullámok vizsgálata segítségével állapították meg. Ezek a hullámok mintegy átvilágítják a Földet. Az anyag hirtelen halmazállapot-, szerkezet, sűrűségváltozási felületein sebességük és irányuk megváltozik, részben visszaverődnek.
A földrengéshullámok igen éles határt jeleznek 2900 km mélységben. Ezt nevezik Gutenberg-Wiechert-felületnek, mely a földköpenyt határolja el a földmagtól. A földköpeny és földkéreg közötti határfelületet Mohorovičić-felületnek (vagy röviden Moho) nevezik. Ez átlag 30–40 km mélységben húzódik a felszín alatt.
A köpeny a Föld térfogatának 82%-át, tömegének pedig 68%-át adja, noha átlagsűrűsége csak feleannyi, mint a magé (4,5 g/cm³). A földrengés-vizsgálatok szerint a köpeny szilárd halmazállapotú és főleg vasban és magnéziumban gazdag szilikátok építik fel.
A köpeny sem teljesen egységes összetételű, benne is több határfelület különíthető el, mely feltehetően az anyag ugrásszerű sűrűségváltozásait tükrözi. 1000 km mélységben található a Repetti-felület, mely az alsó köpenyt választja el a felső köpenytől. A felső köpeny 1000–400 km mélységek közötti részét gyakran átmeneti övnek nevezik és felső köpenynek gyakorta csak a 400–30 km közé eső burkot nevezik.
A köpenyben jelentkező határfelületek és a köpeny övessége magyarázhatók a rugalmassági tulajdonságok változásaival ezeken a határokon, illetve magyarázhatók a növekvő nyomás és hőmérséklet hatására beinduló fázisátalakulásoknak az ásványok szerkezetében. A lazább kristályszerkezetek elveszítik stabilitásukat egy mélyebb, nagyobb nyomású zónában, ahol jobb térkihasználású, sűrűbb szerkezetek a stabilabbak. Például a földpátok 10 kbar-nál nagyobb nyomású fázisai a gránátok. Az ensztatit is például nagyobb nyomáson olivin-szerkezetet vesz fel. Ebből az következik, hogy nem szükséges eltérő kémiai összetétel a köpenyen belül, mivel a sűrűség növekedését fázisátalakulásokkal, szorosabb illeszkedésű kristályszerkezetek létrejöttével is lehet magyarázni.
| Kémiai elem | Mennyiség |          | Vegyület | Összetétel |
| ----------- | --------- | -------- | -------- | ---------- |
| O           | 44,8      |          |          |            |
| Si          | 21,5      | SiO2     | 46       |            |
| Mg          | 22,8      | MgO      | 37,8     |            |
| Fe          | 5,8       | FeO      | 7,5      |            |
| Al          | 2,2       | Al2O3    | 4,2      |            |
| Ca          | 2,3       | CaO      | 3,2      |            |
| Na          | 0,3       | Na2O     | 0,4      |            |
| K           | 0,03      | K2O      | 0,04     |            |
| Összesen    | 99,7      | Összesen | 99,1     |            |

Az alsó köpenyben valószínűleg a spinell, gránát és jadeit ásványok lehetnek többségben, míg a felső köpenyben peridotitok (olivin és piroxén keveréke)
A köpeny hőmérséklete 500-900 °C között mozog a felső határán, azonban eléri a 4000 °C-ot is a mag felé haladva. Noha a magas hőmérséklet a köpeny és a földkéreg összes alkotó ásványának az olvadáspontját meghaladja, a magas nyomás meggátolja az olvadást. A köpeny alsó részében a nyomás közel 136 GPa.
A földköpeny szilárdsági és viszkozitási viszonyokat figyelembe vévő osztályozása esetén két rész különíthető el:
- mezoszféra – az asztenoszféránál ridegebb, de a földkéregnél viszkózusabb öv, mely a földmag külső határától (2900 km) 700 km-ig terjed és magába foglalja a köpeny jelentősebb részét.
- asztenoszféra – a Föld felső köpenyének alsó, képlékeny, közvetlenül a litoszféra alatt található része